# Ньом, Аллан
Алла́н-Ромео́ Ньом (фр. Allan-Roméo Nyom; 10 мая 1988, Нёйи-сюр-Сен, Франция) — камерунский футболист, защитник клуба «Хетафе». Выступал за сборную Камеруна.

## Клубная карьера
Аллан Ньом — воспитанник французских футбольных клубов «Шуази-ле-Руа» и «Нанси». На взрослом уровне начал выступать за «Арль-Авиньон» и в сезоне 2008/09 сыграл 37 матчей в Лиге Насьональ. Летом 2009 года защитник перешёл в «Удинезе», а итальянским клубом был отправлен в долгосрочную аренду в «Гранаду», выступавшую в испанской Сегунде B. Летом 2015 года защитник перешёл в «Уотфорд» и подписал четырёхлетний контракт.
В первый же сезон пребывания Ньома в команде «Гранада» выиграла чемпионат в третьем дивизионе и поднялась в Сегунду, в которой камерунец дебютировал 29 августа 2010 года в матче против «Бетиса».
19 сентября 2010 года Аллан Ньом забил первый гол в своей профессиональной карьере, поразив ворота «Понферрадины»
.
По итогам сезона 2010/11 «Гранада» пробилась в Примеру, и первым матчем Ньома в высшем испанском дивизионе снова стал поединок с «Бетисом», сыгранный 27 августа 2011 года.
14 июля 2015 года Ньом подписал контракт с только поднявшимся в Английскую Премьер Лигу «Уотфордом» из «Удинезе» на 4 года. Он дебютировал 8 августа, сыграв 2–2 с «Эвертоном».
31 августа 2016 года защитник подписал контракт с «Вест Бромвич Альбион». В этой команде Ньом занял стабильное место в основном составе и отдал свою первую голевую передачу за клуб 22 ноября в матче против «Бёрнли», который клуб выиграл со счётом 4–0.
Летом 2018 года Ньом вернулся в высшую лигу Испании, подписав договор сезонной аренды с клубом «Леганес». Он дебютировал 16 сентября, сыграв 85 минут в домашнем матче с «Вильярреалом». Свой единственный гол он забил три месяца спустя в игре с «Хетафе», который завершился со счетом 1:1.
24 июля 2019 года Аллан Ньом стал игроком «Хетафе», подписав с клубом контракт на два года. 28 января 2022 контракт с клубом был расторгнут. В тот же день стало известно, что Ньом вернулся в «Леганес», заключив с клубом договор на 18 месяцев.

## Карьера в сборной
Аллан Ньом дебютировал в сборную Камеруна 11 ноября 2011 года в товарищеском матче с Суданом.
С июня 2012 года защитник стал вызываться в национальную команду на матчи отборочного турнира к чемпионату мира 2014, однако сыграл лишь однажды (в стыковом матче против сборной Туниса).
В 2014 году Ньом был включён в состав камерунцев на финальный турнир чемпионата мира.

## Достижения
«Гранада»
- Победитель Сегунды B: 2009/10

## Статистика
| Клуб                    | Сезон   | Национальный чемпионат | Национальный чемпионат | Национальный чемпионат | Плей-офф | Плей-офф | Национальные кубки | Национальные кубки | Континентальные кубки | Континентальные кубки | Всего | Всего |
| Клуб                    | Сезон   | Лига                   | Игры                   | Голы                   | Игры     | Голы     | Игры               | Голы               | Игры                  | Голы                  | Игры  | Голы  |
| ----------------------- | ------- | ---------------------- | ---------------------- | ---------------------- | -------- | -------- | ------------------ | ------------------ | --------------------- | --------------------- | ----- | ----- |
| Арль-Авиньон            | 2008/09 | Насьональ              | 37                     | 0                      | —        | —        | 1                  | 0                  | —                     | —                     | 38    | 0     |
| Всего за «Арль-Авиньон» |         |                        | 37                     | 0                      | —        | —        | 1                  | 0                  | —                     | —                     | 38    | 0     |
| Гранада                 | 2009/10 | Сегунда B              | 30                     | 0                      | —        | —        | ?                  | ?                  | —                     | —                     | 30    | 0     |
| Гранада                 | 2010/11 | Сегунда                | 39                     | 1                      | 4        | 0        | 2                  | 0                  | —                     | —                     | 45    | 1     |
| Гранада                 | 2011/12 | Примера                | 32                     | 0                      | —        | —        | 1                  | 0                  | —                     | —                     | 33    | 0     |
| Гранада                 | 2012/13 | Примера                | 35                     | 0                      | —        | —        | 1                  | 0                  | —                     | —                     | 36    | 0     |
| Гранада                 | 2013/14 | Примера                | 34                     | 0                      | —        | —        | 2                  | 0                  | —                     | —                     | 36    | 0     |
| Всего за «Гранаду»      |         |                        | 170                    | 1                      | 4        | 0        | 6                  | 0                  | —                     | —                     | 180   | 1     |
| Всего                   |         |                        | 207                    | 1                      | 4        | 0        | 7                  | 0                  | —                     | —                     | 218   | 1     |